# Anker Kihle
Anker Kihle (né le 19 avril 1917 et mort le 1er février 2000) fut un footballeur international norvégien, qui évoluait au poste de gardien de but.

## Biographie
On sait peu de choses sur sa carrière sauf que ce fut dans le club norvégien du Storm BK que Kihle jouait lorsqu'il participa avec l'équipe de Norvège à la coupe du monde 1938 en France.